# Livet är härligt (film)
Livet är härligt (engelska: A Hole in the Head) är en amerikansk komedifilm från 1959 i regi av Frank Capra. Manus skrevs av Arnold Schulman och baserades på hans pjäs A Hole in the Head som sattes upp på Broadway 1957. I huvudrollerna ses Frank Sinatra, Edward G. Robinson, Eleanor Parker, Carolyn Jones, Thelma Ritter och Keenan Wynn. Filmen tilldelades en Oscar för bästa sång för låten "High Hopes".
Sinatra spelar hotellägaren Tony Manetta som har finansiella bekymmer. 

## Rollista i urval
- Frank Sinatra - Tony Manetta
- Edward G. Robinson - Mario Manetta
- Eleanor Parker - Eloise Rogers
- Carolyn Jones - Shirl
- Thelma Ritter - Sophie Manetta
- Keenan Wynn - Jerry Marks
- Joi Lansing - Dorine
- Eddie Hodges - Alvin "Ally" Manetta
- Joyce Nizzari as Alice
- Dub Taylor - Fred
- Benny Rubin - Abe Diamond
- Ruby Dandrige - Sally
- James Komack - Julius Manetta
- Connie Sawyer - Miss Wexler

## Musik i filmen i urval
- "All My Tomorrows" (1959), skriven av Sammy Cahn & Jimmy Van Heusen, framförd av Frank Sinatra
- "High Hopes" (1959), skriven av Sammy Cahn & Jimmy Van Heusen, framförd av Frank Sinatra & Eddie Hodges
- "Shirl's Theme (Cha-Cha)" (1959), skriven av Nelson Riddle, framförd av Carolyn Jones